# Antologia
Albums de Madredeus
O Porto
(1998) Movimento
(2001)
Antologia est un album florilège des chansons de la période 1987-2000 du groupe portugais Madredeus et sorti le 4 mai 2000 au Portugal sur le label Blue Note Records. 

## Liste des titres de l'album
1. O pastor - 3:44
2. Vem - 3:08
3. Oxalá - 5:51
4. Haja o que houver - 4:29
5. Guitarra - 3:45
6. A andorinha da primavera - 3:04
7. Céu da mouraria - 3:41
8. As Ilhas dos Açores - 5:04
9. As brumas do futuro - 3:37
10. Ao longe o mar - 3:45
11. O sonho - 5:06
12. Alfama - 3:28
13. O paraíso - 6:30
14. A vaca de fogo - 5:01
15. O Mar - 5:33
16. Ainda - 7:18
17. O Tejo - 4:10

## Musiciens
- Teresa Salgueiro - voix
- Pedro Ayres Magalhães - guitare classique
- António Vitorino de Almeida - piano
- Gabriel Gomes - accordéon